# جو کوک
جو کوک (انگلیسی: Joe Cook؛ ۲۹ مارس ۱۸۹۰ – ۱۶ مهٔ ۱۹۵۹) بازیگر سینما و یکی از هنرمندان برجستهٔ وودویل اهل ایالات متحده آمریکا بود که طی سال‌های ۱۹۲۹ تا ۱۹۳۶ میلادی، در سینما فعالیت داشت.
از فیلم‌ها یا برنامه‌های تلویزیونی که وی در آن نقش داشته است می‌توان به تحت هر شرایطی اشاره کرد.